# Cesar Džunna
Cesar Džunna (淳和天皇 Džunna-tenno, ok. 785 - 11. junij 840) je bil 53. japonski cesar v skladu s tradicionalnim redom nasledstva. Vladal je med leti 823 in 833.

## Tradicionalna zgodba
Džunna imel šest cesaric in cesarskih družic in 13 cesarsih sinov in hčera. Njegovo osebno ime (imina) je bilo Otomo (大伴).
Džunna tradicionalno častijo na njegovem grobu, ki ga je cesarska hiša imenovala Oharano no Niši no Minenoe no Misasagi (嵯峨山上陵 "cesarski mavzolej Oharano no Niši no Minenoe") v okrožju Nišikjo-ku v Kjotu, kjer je njegov mavzolej.

### Dogodki tekom življenja cesarja Džunna
- 810: Po uporu cesarja Hejzeja je postal kronski princ cesarja Saga pri 25 letih starosti.
- 30. maj 823[6] (Konin, 17. dan 4. meseca 14. leta): v 14. letu vladavine cesar Saga abdicira in nasledstvo (senso) prejme Džunna, Sagov mlajši brat in tretji sin cesarja Kanmuja.[7]
- 22. marec 833 (Tenčo, 28. dan 2. meseca 10. leta): V 10. letu vladavine cesar Džunna abdicira in nasledstvo (senso) prejme njegov posvojeni sin. Kmalu zasede prostol (sokuj) kot cesar Ninmjo. Po očetove odstopu sta bila živa dva bivša cesarja. Saga se je imenoval "starejši upokojeni cesar", Džunna pa "mlajši upokojeni cesar".
- 11. junij 840 (Džova, 8. dan 5. meseca 7. leta): Bivši cesar Džunna umre pri starosti 55 let.[8] Po smrti je Fudživara Jošifusa manevriral dogodke tako, da je prišel Montoku (namesto princa Cunesada) na prestol; smrt cesarja Džunna je odprla pot vzponu klana Fudživara.[9]

### Obdobjanengotekom vladavine cesarja Džunna
Leta vladavine cesarja Saga sovpadajo z več kot enim imenom ere (nengo).
- Konin (810-824)
- Tenčo (824-834)

## Kugjo
Kugjo (公卿)  je skupni izraz za peščico najbolj močnih moških, delujočih na dvoru japonskega cesarja v času pred obdobjem Meidži.
Večino časa so to elitno skupino sestavljali samo trije ali štirje možje naenkrat. Njihovo družinsko ozadje in izkušnje so jih pripeljale do vrha družbe. V času vladavine cesarja Džunna so vrh organa Dajdžo-kan sestavljaliː
- Sadajdžin, Fudživara no Fujucugu (藤原冬嗣), 825-826.; Fudživara no Ocugu (藤原緒嗣), 832-843.
- Udajdžin, Fudživara no Ocugu (藤原緒嗣), 825-832.; Kijohara no Nacuno (清原夏野), 832-837.
- Najdajdžin (ni imenovan)
- Dajnagon, Fudživara no Ocugu (藤原緒嗣), 821-825; Jošimine no Jasujo (良峯安世) (polbrat cesarja Džunna), 828-830; Kijohara no Nacuno (清原夏野), 828-832; Fudživara no Mimori (藤原三守), 829-838

## Družice in otroci
Cesarica: Cesarska princesa Šoši/Masako (正子内親王; 810-879), hčerka cesarja Saga
- Drugi sin: Cesarski princ Cunesada (恒貞親王; 825-884), kronski princ (odstavljen 842)
- Tretji sin: Cesarski princ Motosada (基貞親王; 827-869)

Četrti sin: Cesarski princ Cunefusa (恒統親王; 829-842)
Hi (posmrtna odlika cesarice): Cesarska princesa Koši (高志内親王) (789-809), hči Cesarja Kanmu
- Prvi sin: Cesarski princ Cunejo (恒世親王) (806-826)
- Prva hčerka: Cesarska princesa Udžiko (氏子内親王) (?-885), 16. sajo v svetišču Ise (823-827)
- Cesarska princesa Juši (有子内親王) (?-862)
- Cesarska princesa Sadako (貞子内親王) (?-834)

Njogo: Nagahara no Motohime (永原原姫)
Njogo: Tačibana no Udžiko (橘氏子), hči Tačibana no Nagana
Kouj: Fudživara no Kijoko (藤原潔子), hči Fudživara no Nagaoka
Dvorna gospa: Princesa Ocugu (緒継女王) (787-847)
Dvorna gospa: Onakatomi no Jasuko (大中臣安子), hči Onakatomi no Fučiia
- Cesarski princ Jošisada (良貞親王) (?-848)

Dvorna gospa: Ono no Takako (大野鷹子), hči Ono no Masaa
- Cesarska princesa Hiroko (寛子内親王) (?-869)

Dvorna gospa: Tačibana no Funeko (橘船子), hči Tačibana no Kijona
- Cesarska princesa Takaiko (崇子内親王) (?-848)

Dvorna gospa: Tadžihi no Ikeko (丹犀池子), hči Tajihi no Kadonarija
- Cesarska princesa Tomoko (同子内親王) (?-860)

Dvorna gospa: Kijohara no Haruko (清原春子), hči Kijohara no Nacuna
- Cesarska Princesa Meiši (明子内親王) (?-854)

Neznana dama
- Mune no Čuši (統忠子) (?-863), odstranjena iz cesarske družine s prejetjem družinskega imena od cesarja (Šisej Koka, 賜姓降下) v letu 862